# 抱擁 (1957年の映画)
『抱擁』（ほうよう、The Joker Is Wild）は、1957年のアメリカ合衆国の映画。
チャールズ・ヴィダー監督の作品で、出演はフランク・シナトラなど。1920年代から1950年代初頭にかけて、ナイトクラブで人気のあった歌手兼コメディアンであるジョー・E・ルイスの半生を映画化している。
本作で使われた楽曲「オール・ザ・ウェイ」から、サミー・カーンとジミー・ヴァン・ヒューゼンが第30回アカデミー賞で歌曲賞を受賞した。

## キャスト
| 役名                   | 俳優                   | 日本語吹替                                 |
| 役名                   | 俳優                   | 東京12ch版                                 |
| ---------------------- | ---------------------- | ------------------------------------------ |
| ジョー・ルイス         | フランク・シナトラ     | 家弓家正                                   |
| マーサ・スチュアート   | ミッツィ・ゲイナー     | 小原乃梨子                                 |
| レティ・ページ         | ジーン・クレイン       | 武藤礼子                                   |
| オースティン・マック   | エディ・アルバート     | 和田文夫                                   |
| キャシー・マック       | ビヴァリー・ガーランド | 北浜晴子                                   |
| スウィフティ・モーガン | ジャッキー・クーガン   |                                            |
| ジョージ・パーカー     | テッド・デ・コルシア   |                                            |
| 不明 その他            |                        | 雨森雅司 芝田清子 北村弘一 緑川稔 納谷六朗 |
|                        |                        |                                            |
| 演出                   |                        |                                            |
| 翻訳                   |                        |                                            |
| 効果                   |                        |                                            |
| 調整                   |                        |                                            |
| 制作                   | 制作                   | 東北新社                                   |
| 解説                   | 解説                   | 芥川也寸志                                 |
| 初回放送               | 初回放送               | 1971年9月2日 『木曜洋画劇場』              |

## スタッフ
- 監督：チャールズ・ヴィダー
- 製作：サミュエル・J・ブリスキン
- 原作：アート・コーン
- 脚本：オスカー・ソウル
- 撮影：ダニエル・ファップ
- 編集：エベレット・ダグラス
- 作詞：サミー・カーン
- 作曲：ジミー・ヴァン・ヒューゼン
- 音楽：ウォルター・シャーフ